# Distretto elettorale di Aminuis
Il distretto elettorale di Aminuis è un distretto elettorale della Namibia situato nella Regione di Omaheke con 12.306 abitanti al censimento del 2011. Il capoluogo è la città di Aminuis.

## Località
Oltre al capoluogo il distretto comprende le seguenti località:
Leonardville, Okombepera, Onderombapa, Ondjiripumua, Ondjirimua, Otjijere.